# Matojärvi (sjö i Pello, Lappland)
Matojärvi är en sjö i kommunen Pello i landskapet Lappland i Finland. Den är 2,4 meter djup. Arean är 46 hektar och strandlinjen är 3,31 kilometer lång. Sjön  ingår i Torne älvs huvudavrinningsområde.   Den ligger omkring 69 kilometer väster om Rovaniemi och omkring 720 kilometer norr om Helsingfors.